# Cá vàng Lưu kim

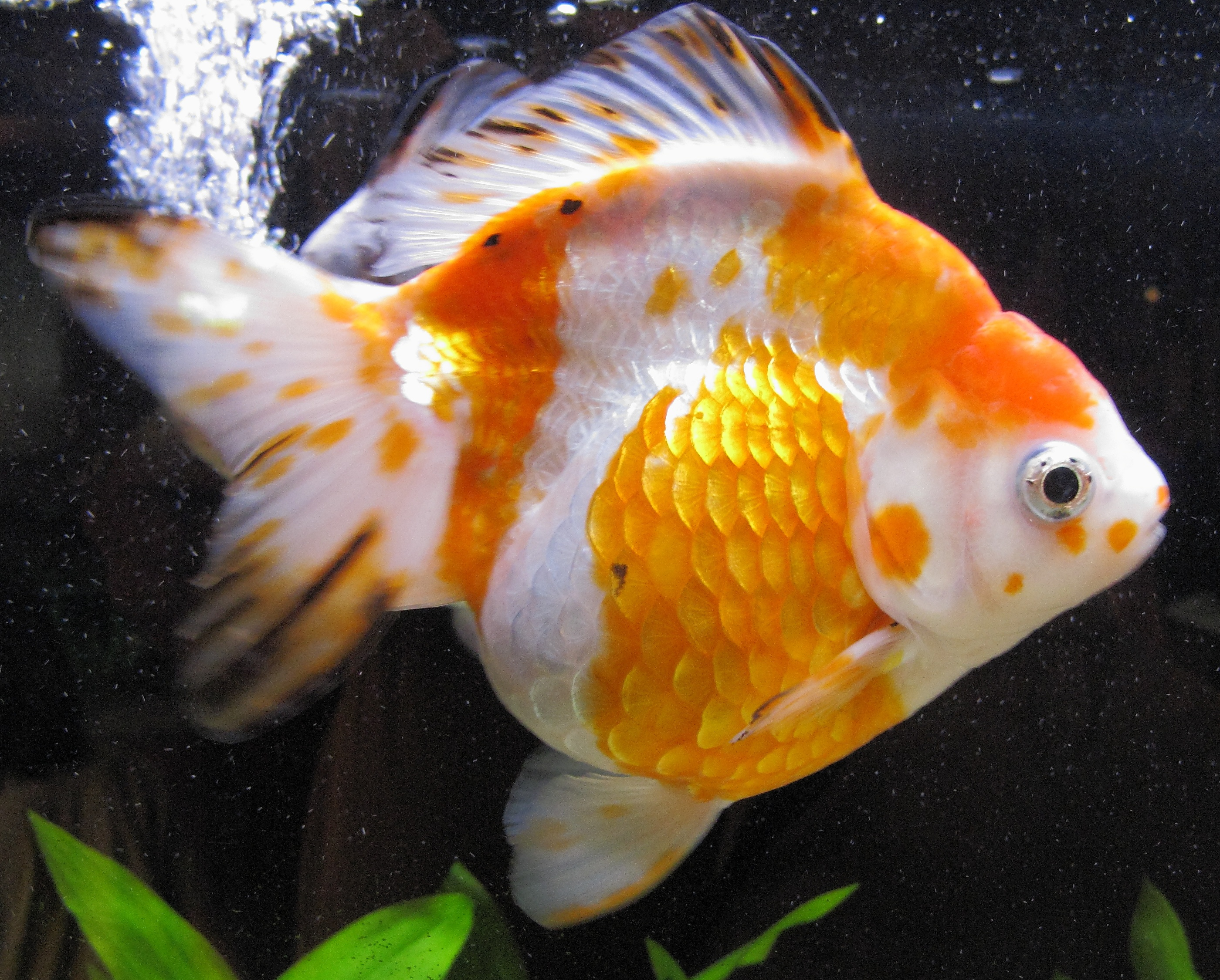
Cá vàng Lưu kim

Cá vàng Lưu kim (tiếng Nhật: Ryukin-琉金) hay còn gọi là cá vàng gù là một giống cá vàng có nguồn gốc từ Nhật Bản và các trang trại từ Trung Quốc, chúng là giống cá vàng được ưa chuộng làm cá cảnh với màu sắc sặc sỡ, bóng bẩy và những chiếc vây lớn và chiếc mũi cong đặc trưng trông ấn tượng.

## Đặc điểm
Kích thước của cá từ 15–20 cm. Trong điều kiện nuôi tốt, cá có thể đạt đến chiều dài 21 cm. Kích thước tối đa: 8 inch. Cá Vàng Gù Ryukin có xương sống cong, vây bụng và vây lưng dài. Nó có một cái miệng nhọn nhỏ, với thân mình hình tam giác. Có một bướu nhỏ ở phía ngay sau đầu. Cá vàng Ryukin trông giống một sự pha trộn giữa cá biển và quả banh mềm. Nó có một vây lưng cao và một cặp vây ngực, vây bụng và vây hậu môn.
Vây đuôi có thể dài hoặc ngắn, rách tua hoặc như cánh bướm. Đặc điểm phân biệt nhất của Ryukin là phần lưng phát triển cao, phần này càng cao con cá càng có giá trị. Màu sắc của chúng gồm đỏ, cam, đỏ và trắng, trắng, hơi lục, xanh dương, đốm và nâu chocolate. Những con cá Vàng Gù Ryukin có thể xuất hiện những cá thể với màu Đỏ–Trắng, Loang, Đỏ–Đen và Đỏ. Ryukin là loại bơi khỏe, không chọn những con bơi nổi trên mặt hoặc chúc đầu xuống, đó là dấu hiệu của những triệu chứng về bong bóng của cá. 

## Tập tính

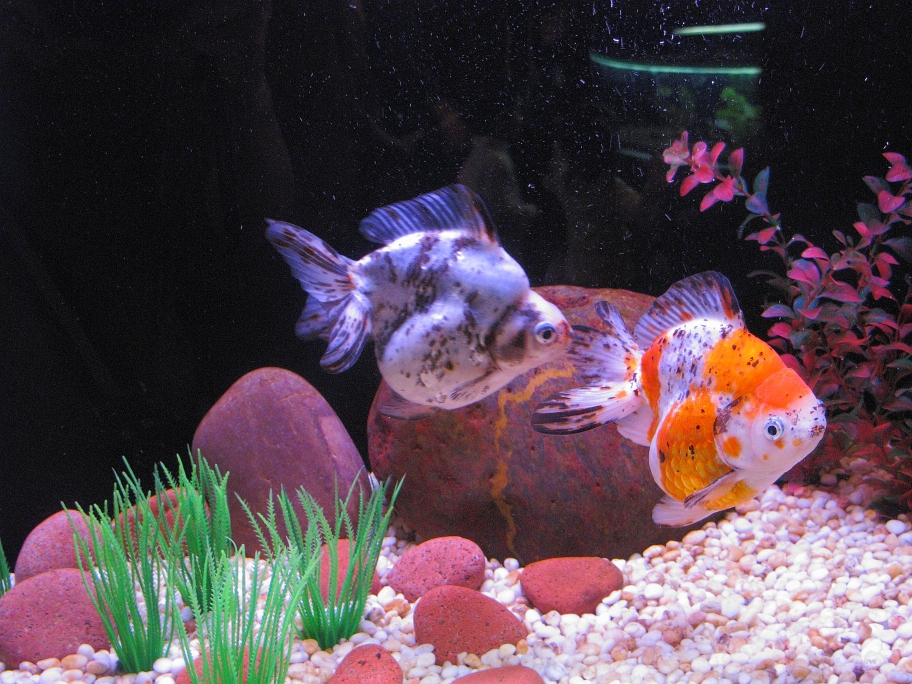
Cá vàng Lưu kim trong bể thủy sinh

Đây là giống cá thuộc nhóm cá chép nên chúng tương đối khỏe mạnh, nước lạnh cũng không ảnh hưởng. Tuổi thọ 20 năm. Cá có khả năng sinh sản 1000 trứng/lần. Chúng sống ở tầng giữa. Chúng cần lượng nước lớn khoảng 30 gallon, có thể sống ở nhiệt độ thấp, nhiệt độ tối ưu 18-23 °C. Nước cần duy trì pH 6,5-7,5 và dH 4-20. Có thể nuôi chung với Oranda, Lionhead và Ranchu. Có thể cho sỏi vào hồ nuôi. Chúng tương đối thích phá phách những cây thủy sinh trong bể. Cá đực và cá cái được phát hiện trong giai đoạn bắt cặp, chúng đẻ hàng nghìn trứng và nở ra cá trong vòng từ 5 tới 6 ngày.
Chúng là giống cá ăn tạp, thức ăn của cá là tôm, trùn chỉ, daphnia, rau (spirulina, zucchini, rau diếp và đậu Hà Lan), có thể cho chúng ăn đồ khô, đồ tươi sống, thức ăn viên. Khẩu phần ăn duy trì 30% protein. Không nên cho Ryukin ăn thức ăn dạng viên và thức ăn nổi dạng miếng. Tất cả thức ăn khô phải được ngâm trước khi cho ăn. Cá con nên được cho ăn các loại thức ăn nhỏ, mảnh, như trùn chỉ, thịt bò nhuyễn.